# Kazimierz Rogoziewicz
Kazimierz Ignacy Rogoziewicz, ps. „Czerwień” (ur. 31 lipca 1896 w Ropczycach, zm. 23 grudnia 1967 w Bydgoszczy) – kapitan piechoty Wojska Polskiego, działacz niepodległościowy.

## Życiorys
Urodził się 31 lipca 1896 w Ropczycach, ówczesnym mieście powiatowym Królestwa Galicji i Lodomerii, w rodzinie Wojciecha i Marii z Kosydarskich. Był starszym bratem Edwarda (ur. 12 października 1898 w Ropczycach), legionisty.
W czasie I wojny światowej walczył w szeregach 5 Pułku Piechoty Legionów Polskich.
Po zakończeniu wojny z bolszewikami kontynuował służbę wojskową, awansując na chorążego. 22 czerwca 1926 Prezydent RP mianował go podporucznikiem ze starszeństwem z 1 lipca 1925 i 46. lokatą w korpusie oficerów piechoty, a minister spraw wojskowych wcielił do 62 Pułku Piechoty w Bydgoszczy. 15 lipca 1927 został mianowany porucznikiem ze starszeństwem z 1 lipca 1927 i 43. lokatą w korpusie oficerów piechoty, a na stopień kapitana ze starszeństwem z 19 marca 1937 i 167. lokatą w korpusie oficerów piechoty. W marcu 1939 zajmował stanowisko oficera mobilizacyjnego 62 pp. W sierpniu tego roku, po przeprowadzeniu mobilizacji pułku, został przydzielony do Ośrodka Zapasowego 15 Dywizji Piechoty. W czasie kampanii wrześniowej dostał się do niemieckiej niewoli. Przebywał w Oflagu VII A Murnau.
W 1953 został aresztowany i oskarżony o to, że w sierpniu 1931 w Bydgoszczy jako oficer informacyjny 62 pp udzielał pomocy organom policyjnym w zdekonspirowaniu komórek KPP i ujęciu jej członków, tj. o czyn z art. 27 kk w zw. z art. 3 dekretu z dnia 22 stycznia 1946 o odpowiedzialności za klęskę wrześniową i faszyzację życia państwowego. Od 15 maja do 13 sierpnia 1954 był leczony w Okręgowym Szpitalu Więziennym nr 1 w Grudziądzu. 
Zmarł 23 grudnia 1967 w Bydgoszczy.

## Ordery i odznaczenia
- Krzyż Niepodległości – 13 kwietnia 1931 „za pracę w dziele odzyskania niepodległości”[17][18]
- Krzyż Walecznych czterokrotnie „za udział w b. Legionach Polskich”[19][20]
- Srebrny Krzyż Zasługi – 1938 „za zasługi na polu pracy społecznej”[21]
- łotewski Medal Pamiątkowy 1918-1928 – 6 sierpnia 1929[22]
- Srebrny Medal Waleczności 2. klasy[3]